# Avia M-337
Avia M-337 (původním označením Walter M-337) je československý vzduchem chlazený šestiválcový řadový invertní letecký motor zkonstruovaný koncem 50. let 20. století v tehdejším podniku Motorlet. Konstrukční a výrobní dokumentace, technologické postupy, přípravky i jednoúčelové stroje pro výrobu tohoto motoru byly kompletně delimitovány z Motorletu n.p. k novému výrobci, Avia (tehdy Automobilové závody Letňany n. p.). Ten v roce 1961 ukončil výrobu letounu Avia Av-14 (licenční verze Iljiušinu Il-14) a licenčních dvouhvězdicových motorů Avia M-82T (Švecov AŠ-82T).

## Vznik a vývoj
Konstruktér Motorletu Ing. Bohumil Šimůnek motor navrhl jako výkonnější náhradu šestiválcového Walter Minor 6-III, od kterého se lišil použitím kompresoru a přímého vstřikování paliva. Jednalo se o obdobu vzniku motoru M332, vzniklého ze čtyřválcové verze motoru Minor. Po převedení výroby pístových leteckých motorů do továrny Avia začátkem 60. let došlo ke změně označení na Avia M337 a od roku 1992 začal být typ vyráběn v podniku LOM Praha pod názvem LOM M337.
Typ nalezl uplatnění u sportovních a lehkých dopravních a užitkových letounů. Dalším vývojem z něj vznikl motor Avia M137, určený pro akrobatické letouny.

## Varianty
M337A
Základní přeplňovaný motor, nehomologovaný pro akrobacii
M337R
Úprava pro tlačnou instalaci
M337AK
Verze s modifikovaným systémem mazání umožňujícím neomezeně dlouhý let na zádech a krátkodobou akrobacii
M337AK1
Verze AK s alternátorem namísto dynama
M337B
Varianta s výkonem zvýšeným na 175 kW (235 hp) na při 3 000 otáčkách za minutu
M337BKA
Akrobatická verze M337B
M337C
Varianta se zvýšeným kompresním poměrem a výkonem až 188 kW (252 hp)
M137A
Nepřeplňovaná verze M337 se startovním výkonem 130 kW (180 hp) určená pro akrobacii
M137AZA
M137A s filtrem na vstupu vzduchu
M338
Pokusné varianty s výkonem zvýšeným na 180 kW (245 k) určené pro vyvíjený dvoumotorový letoun L-210, jejichž vývoj byl zrušen spolu s opuštěním vývoje tohoto typu
M437
Verze M337 s reduktorem (redukční poměr 0,7:1) a výkonem zvýšeným 180 kW (240 hp) vzniklá v jednom prototypu

## Použití
- AeroVolga LA-8C
- Falconar SAL Mustang
- Let L-200 Morava
- Zlín Z-43
- Zlín Z-142
- Zlín Z-326MR/Z-526/Z-526AFM/Z-726/Z-726K (M337/M137A/M337AK/M137AZ/M337AZ)

## Specifikace
Údaje podlea 

### Hlavní technické údaje
Přeplňovaný invertní šestiválcový řadový letecký motor chlazený vzduchem
Předepsané palivo: neetylizovaný letecký benzín s oktanovým číslem nejméně 72
- Vrtání: 105 mm
- Zdvih: 115 mm
- Zdvihový objem: 5,97 l
- Celková délka: 1 410 mm
- Šířka: 472 mm
- Výška: 628 mm
- Suchá hmotnost: 148 kg

### Součásti
- Ventilový rozvod: OHC, jeden sací a jeden výfukový ventil na válec, výfukový ventil chlazený sodíkem
- Kompresor: vypínatelný odstředivý mechanický
- Palivový systém: nízkotlaký vstřik paliva před sací ventily
- Mazání: oběžné tlakové, se suchou klikovou skříní

### Výkony
- Vzletový výkon: 154,4 kW (210 k) při 2 750 otáčkách za minutu
- Nominální výkon: 125 kW (170 koní) při 2 600 ot/min
- Kompresní poměr: 6
- Poměr hmotnost ÷ výkon: 0,959 kW/kg
- Měrná spotřeba paliva: 292 g/kW/h (215 g/k/h)